# 巴塞利亚
巴塞利亚，是西班牙加泰罗尼亚莱里达省的一个市镇。 总面积71平方公里，总人口267人（001年），人口密度4人/平方公里。